# Tamgrinia laticeps
Tamgrinia laticeps là một loài nhện trong họ Amaurobiidae.
Loài này thuộc chi Tamgrinia. Tamgrinia laticeps được Ehrenfried Schenkel-Haas miêu tả năm 1936.